# إدواردو بلانكو (سياسي)
إدواردو بلانكو (بالإسبانية: Eduardo Blanco) هو كاتب قصص قصيرة وكاتب سياسي ومؤرخ ودبلوماسي وروائي وسياسي فنزويلي، ولد في 25 ديسمبر 1838 في كاراكاس في فنزويلا، وتوفي بنفس المكان في 30 يونيو 1912.